# Rick Evans
Rick Evans (* 20. Januar 1943 in Lincoln, Nebraska als Richard S. Evans; † Februar 2018) war ein US-amerikanischer Sänger und Gitarrist. 
Evans war ab 1962 Mitglied bei der Band Eccentrics. Dort spielte er unter anderem mit Denny Zager zusammen. 1965 fiel die Band auseinander. Im Jahre 1968 trafen Evans und Zager wieder zusammen und nahmen den Titel In the Year 2525, den sie 1964 gemeinsam geschrieben hatten, auf. Der Song wurde 1969 zum größten Hit für Zager and Evans.